# Just watch me
« Just watch me » (litt. « regardez-moi ») est une phrase prononcée par le premier ministre du Canada Pierre Elliott Trudeau le 13 octobre 1970 lors d'une entrevue donnée sur la colline parlementaire à des journalistes, dont Tim Ralfe de la CBC (Canadian Broadcasting Corporation).

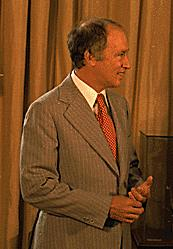
Pierre Elliott Trudeau, premier ministre du Canada lors de la Crise d'Octobre.

Interrogé sur la présence de l'armée canadienne dans les rues de la ville d'Ottawa, Trudeau parle de la nécessité d'entreprendre des actions pour se protéger et ramener l'ordre au Québec qui vit à cette époque la Crise d'Octobre. Tim Ralfe lui demandant jusqu'où il irait dans la suspension des libertés civiles pour maintenir l'ordre, Trudeau lui répond « Well, just watch me ». Trois jours plus tard, il proclame la Loi des mesures de guerre.
Cette remarque, à la fois fameuse et controversée, est désormais considérée comme un moment charnière de l'histoire canadienne contemporaine. L'expression est encore utilisée régulièrement dans le milieu politique canadien.

## Extrait de l'interview
Ce qui suit est une transcription partielle de l'entrevue impromptue entre Tim Ralfe de la CBC et Pierre Elliott Trudeau.
Tim Ralfe : ...pour moi, vous parlez de choix, et mon choix est de vivre dans une société libre et démocratique, ce qui signifie qu'il n'y a pas de gens armés qui s'y promènent.
Pierre Trudeau : C'est exact.
Ralfe : Et l'une des choses auxquelles je dois renoncer pour ce choix est le fait que des gens comme vous puissent être kidnappés.
Trudeau : Bien sûr, mais ce n'est pas mon choix, évidemment. Vous savez, je pense qu'il est plus important de se débarrasser de ceux qui commettent des violences contre l'ensemble de la société et de ceux qui essaient de diriger le gouvernement par le biais d'un pouvoir parallèle en établissant leur autorité par le kidnapping et le chantage. Et je pense qu'il est de notre devoir, en tant que gouvernement, de protéger les responsables gouvernementaux et les personnes importantes de notre société afin qu'ils ne soient pas utilisés comme outils dans ce chantage. Maintenant, vous n'êtes pas d'accord avec cela, mais je suis sûr qu'une fois de plus, avec le recul, vous auriez probablement trouvé préférable que M. Cross et M. Laporte soient protégés des enlèvements, ce qui n'a pas été le cas parce que les mesures que nous prenons maintenant n'ont pas été prises. Mais même avec votre recul, je ne vois pas comment vous pouvez le nier.
Ralfe : Non, je reviens toujours au choix que l'on doit faire dans le genre de société dans laquelle on vit.
Trudeau : Ouais, eh bien il y a plusieurs cœurs sensibles qui n'aiment pas voir des gens avec des casques et des armes. Tout ce que je peux dire, c'est que vous pouvez continuer à vous lamenter, mais il est plus important de maintenir la loi et l'ordre dans cette société que de s'inquiéter des personnes faibles qui n'aiment pas la vue d'un casque de soldat.
Ralfe : À n'importe quel prix ? Jusqu'où iriez-vous avec ça ? Jusqu'où iriez-vous ?
Trudeau : Eh bien, just watch me.
Ralfe : En réduisant les libertés civiles ? Jusqu'à ce point ?
Trudeau : Dans quelle mesure ?
Ralfe : Eh bien, si vous poursuivez cela et que vous dites, ok, vous allez faire n'importe quoi pour les protéger, est-ce que cela inclut l'écoute électronique, la réduction des autres libertés civiles d'une certaine façon ?
Trudeau : Oui, je pense que la société doit prendre tous les moyens à sa disposition pour se défendre contre l'émergence d'un pouvoir parallèle qui défie le pouvoir élu dans ce pays et je pense que cela va à toute distance. Tant qu'il y aura un pouvoir ici qui défie le représentant élu du peuple, je pense que ce pouvoir doit être arrêté et je pense que ce sont seulement, je le répète, les cœurs sensibles et faibles qui ont peur de prendre ces mesures.

## Utilisation contemporaine de l'expression
En mars 2013, Justin Trudeau, le fils de Pierre Elliot Trudeau, alors qu'il était candidat à la direction du Parti libéral du Canada, a évoqué la mémoire de son père pendant sa campagne en répétant cette phrase. C'était en réponse à la question d'un autre passager d'avion dans une note manuscrite, demandant à Justin s'il pouvait battre le Premier ministre conservateur Stephen Harper. Le commentaire a suscité une frénésie sur Twitter, ainsi que des réactions mitigées de la part de plusieurs commentateurs, dont certains considéraient la citation comme politiquement sensible et risquée au Québec. Deux ans plus tard, Justin Trudeau est devenu Premier ministre du Canada, battant Stephen Harper aux élections fédérales par une marge significative.
Le 12 septembre 2021, Justin Trudeau a déclaré que le chef du Nouveau Parti démocratique, Jagmeet Singh, ne pouvait pas s'en prendre aux personnes les plus riches du Canada avec un « zèle illimité », en réponse à la promesse de campagne de son parti de taxer les riches. Singh a répondu sur Twitter par la réplique « Just watch me ».
Lors des manifestations du convoi de la liberté en 2022, certains commentateurs ont demandé à Justin Trudeau d'avoir son propre regardez-moi faire,. Le jeune Trudeau a ensuite invoqué la loi sur les mesures d'urgence pour la première fois dans l'histoire du Canada.

#### Vidéos
- Extrait des archives de Radio-Canada
- (en) 'Just watch me' sur les archives de CBC
- (en) [vidéo] « Pierre Trudeau - Just Watch me », sur YouTube

#### Texte
- Transcription de l'entrevue intégrale